# Gazala
Gazala oder  Ain el Gazala (arabisch عين الغزالة, DMG ʿAin al-Ġazāla) ist ein kleiner libyscher Ort nahe der Küste im nordöstlichen Distrikt al-Butnan, etwa 60 km westlich von Tobruk.
In den 1930er Jahren, während der italienischen Kolonialzeit, war Gazala Standort eines Konzentrationslagers. Bekannt wurde der Ort durch die in der Nähe stattfindenden Schlachten Operation Crusader und der Schlacht von Gazala während des Afrikafeldzugs im Zweiten Weltkrieg.